# Ла-Пуебла-де-Аргансон
Ла-Пуебла-де-Аргансон (ісп. La Puebla de Arganzón) — муніципалітет в Іспанії, у складі автономної спільноти Кастилія-і-Леон, у провінції Бургос. Населення — 514 осіб (2010).
Муніципалітет розташований на відстані близько 270 км на північ від Мадрида, 85 км на північний схід від Бургоса.
На території муніципалітету розташовані такі населені пункти: (дані про населення за 2010 рік)
- Ла-Пуебла-де-Аргансон: 508 осіб
- Вільянуева-де-ла-Ока: 6 осіб

## Демографія
Динаміка населення (INE ):